# 1924 Horus
1924 Horus (4023 P-L) là một tiểu hành tinh vành đai chính được phát hiện ngày 24 tháng 9 năm 1960 bởi Cornelis Johannes van Houten và Ingrid van Houten-Groeneveld ở Leiden, ngày Đài thiên văn Palomar Schmidt plates taken bởi Tom Gehrels.